# Polónium-hidrid
A polónium-hidrid, más néven hidrogén-polonid szervetlen vegyület, képlete PoH2. Szobahőmérsékleten folyékony, illékony, nagyon instabil vegyület. Hidrogénre és polóniumra bomlik, és radioaktív, mint minden polóniumvegyület. Sok polóniumvegyületet lehet levezetni belőle.

## Előállítása
A polónium-hidridet nem lehet előállítani az elemek közvetlen reakciójával. Nem képződik polónium-tetraklorid (PoCl4) és lítium-alumínium-hidrid (LiAlH4) reakciójában sem, ebben az esetben csak elemi polónium keletkezik. Továbbá a magnézium-polonid és sósav reakciójával sem állítható elő. Ugyanakkor előfordulhat, hogy ezek az előállítási kísérletek a keletkező hidrogén-polonid radiolízise miatt nem sikerültek.
Kisebb mennyiségben úgy lehet előállítani, hogy magnéziumfóliára galvanizált polóniumot reagáltatunk sósavval. A kis mennyiségű polónium hidrogénnel telített palládiumban vagy platinában tapasztalt diffúziója is elképzelhető, hogy a polónium-hidrid keletkezésével magyarázható. A palládium felületén a hidrogén atomjaira bomlik.
Kísérletek szerint atomos hidrogén és polónium reakciójából keletkezhet polónium-hidrid.

## Tulajdonságai
A polónium-hidrid kovalensebb jellegű, mint a fém-hidridek. Mivel a polónium félfém, ezért a polónium-hidrid tulajdonságai a hidrogén-halogenidek (például sósav) és a fém-hidridek (például kalcium-hidrid) tulajdonságai között vannak.
Tulajdonságai feltehetőleg hasonlóak, mint a hidrogén-szelenidé és a hidrogén-telluridé. Szobahőmérsékleten nagyon instabil, ezért lehűtve kell tárolni, hogy ne bomoljon elemeire. A polónium-hidrid endoterm vegyület, mint a könnyebb hidrogén-szelenid és a hidrogén-tellurid, és hő leadása közben bomlik alkotóelemeire. Bomlásakor 100 kJ/mol hő szabadul fel, mely a legnagyobb érték a hidrogén-kalkogenidek közt.
A polónium-hidrid molekulái között gyenge diszperziós kölcsönhatás van, ezért szobahőmérsékleten folyékony halmazállapotú.
A becslések szerint a többi hidrogén-kalkogenidhez hasonlóan a polónium is kétfajta sót képezhet: polonidot (mely Po2− aniont tartalmaz) és hidrogén-polonidot (melyben HPo− ion található). A gyakorlatban a polónium-hidrid sójai ezidáig nem ismertek. Polonidra példa az ólom-polonid (PbPo), mely a természetben is előfordul, mivel a polónium alfa-bomlása során ólom keletkezik.
A polónium-hidriddel nehéz dolgozni extrém radioaktivitása miatt, ezért általában csak erősen hígított polónium-hidridet használnak. Emiatt fizikai tulajdonságai nem egészen ismertek. Szintén nem ismert, hogy a polónium-hidrid a könnyebb homológjaihoz hasonlóan képez-e savas oldatot vízzel, vagy inkább fém-hidridként viselkedik.

## Fordítás
Ez a szócikk részben vagy egészben  a   Polonium hydride című angol Wikipédia-szócikk ezen változatának fordításán alapul.  Az eredeti cikk szerkesztőit annak laptörténete sorolja fel. Ez a jelzés csupán a megfogalmazás eredetét és a szerzői jogokat jelzi, nem szolgál a cikkben szereplő információk forrásmegjelöléseként.